# أوتاكوزييف نوزبكي
أوتاكوزييف نوزبكي (30 يناير 1984 بأوزبكستان - ) هو لاعب كرة قدم أوزبكستاني في مركز الهجوم. شارك مع منتخب أوزبكستان لكرة القدم. أما مع النوادي، فقد لعب مع نادي نسف قرشي ونادي نيفتشي فرغانة وFK Guliston ‏ وFC Kokand 1912 ‏ واجمك اف سي.

## روابط خارجية
- أوتاكوزييف نوزبكي على موقع قاعدة بيانات كرة القدم.إي يو (الإنجليزية)
- أوتاكوزييف نوزبكي على موقع ناشيونال فوتبول تيمز (الإنجليزية)
- أوتاكوزييف نوزبكي على موقع Soccerway.com (الإنجليزية)